# PureBoys
PureBoys（ピュアボーイズ）は、かつて日本に存在した若手俳優ユニット。
旧表記はPureBOYS。CD作品はインディーズのジャパンミュージックシステム、DVD作品はポニーキャニオンより発売された。
2007年、所属事務所の異なる7人から成る「アメーバブログ発イケメン俳優ユニット」として結成・CDデビュー。アイドル（グループ）と扱われることもある。グループ名は同ブログ内に開設されていた同名グループ「PureBOYS」に由来する。
メンバーの脱退（卒業）・加入を繰り返しながらライブ・イベントや劇作品公演などで活動し、2012年に解散した。結成時から7人編成が基本であったが、解散時は6人組である。

## 概要
2006年、アメーバブログを運営するサイバーエージェントが“10代20代の女の子から大人気の男性タレントを集めたカテゴリー”「PureBOYS」を立ち上げ、芸能事務所にメンバー参加を募る。「各事務所一押し」の若手俳優が集まり、翌2007年に正式にグループとして結成・始動となった。
2007年9月26日、シングル「乾杯ジュテーム」でCDデビュー。CDリリースのほか、ライブや年一回の舞台公演などで活動する。2009年には冠バラエティ番組『PureBoys The Pure』が放送された。
メンバーそれぞれの所属事務所は異なるが、CD・DVD・公演のプロデュースなどグループの総括は「PureBlog」に関わるケイダッシュおよびケイダッシュステージが手がけている。そのケイダッシュから「グループのコンセプトとして、加入・脱退を繰り返すモーニング娘。形式を取り、若手俳優の登竜門的グループにしていきたい」との発言があり、メンバーの加入・脱退（卒業）が当初より想定されていた。卒業に関してはすべて事前に発表が行われたが、早いときは発表から2週間ほどで卒業という場合があった。
2012年10月27日のライブイベントをもって解散となった。解散の理由には触れられていない。ユニット解散後もアメーバブログ内のカテゴリーとしての「PureBOYS」は存続している。

## メンバー

### 解散時のメンバー
| 名前                        | 加入期 | 生年月日       | 所属事務所         | 加入日                  |
| --------------------------- | ------ | -------------- | ------------------ | ----------------------- |
| 南圭介（みなみ けいすけ）   | 1期    | 1985年7月3日   | トレンド           | 2007年6月15日（結成時） |
| 八神蓮（やがみ れん）       | 1期    | 1985年12月14日 | エムズプロデュース | 2007年6月15日（結成時） |
| 佐藤雄一（さとう ゆういち） | 2期    | 1989年5月31日  | BESIDE             | 2007年12月28日          |
| 永岡卓也（ながおか たくや） | 3期    | 1985年5月31日  | ヒラタオフィス     | 2008年4月25日           |
| 絲木建太（いとぎ けんた）   | 4期    | 1988年3月3日   | プロダクション尾木 | 2008年9月12日           |
| 安藤龍（あんどう りゅう）   | 5期    | 1987年7月21日  | パール             | 2009年7月25日           |

### 元メンバー
| 名前                          | 加入期 | 生年月日        | 所属事務所                 | 加入日                   | 脱退日          |
| ----------------------------- | ------ | --------------- | -------------------------- | ------------------------ | --------------- |
| 滝口幸広（たきぐち ゆきひろ） | 1期    | 1985年 5月29日  | スターダストプロモーション | 2007年6月15日 （結成時） | 2008年 3月31日  |
| 加藤慶祐（かとう けいすけ）   | 1期    | 1988年 9月2日   | ボックスコーポレーション   | 2007年6月15日 （結成時） | 2008年 3月31日  |
| 中山麻聖（なかやま ませい）   | 1期    | 1988年 12月25日 | ブルーミングエージェンシー | 2007年6月15日 （結成時） | 2008年 3月31日  |
| 武田航平（たけだ こうへい）   | 1期    | 1986年 1月14日  | サーカス                   | 2007年6月15日 （結成時） | 2008年 8月31日  |
| 馬場徹（ばば とおる）         | 1期    | 1988年 6月17日  | 砂岡事務所                 | 2007年6月15日 （結成時） | 2009年 6月14日  |
| 崎本大海（さきもと ひろみ）   | 2期    | 1986年 8月23日  | たむらプロ                 | 2007年12月28日           | 2009年 6月14日  |
| 三浦涼介（みうら りょうすけ） | 5期    | 1987年 2月16日  | ぱれっと                   | 2009年7月25日            | 2011年 11月30日 |

## 略歴
2007年
- 6月11日、滝口幸広・南圭介・八神蓮・武田航平・馬場徹・加藤慶祐・中山麻聖の7名が正式にユニットとして活動することを各々のブログで発表[9]。
- 6月15日、メンバーによる配信番組『原宿アメスタ☆学園』が始まり、同日が「結成の日」となる[10]。
- 9月26日、シングル「乾杯ジュテーム」でCDデビュー。
- 11月16日、写真集『PureBOYS』発売。
- 10月3日 - 8日、博品館劇場にて初の舞台公演『7Cheers! 〜翔べ!自分という大地から!〜』を行う。
- 12月28日、崎本大海・佐藤雄一がそれぞれのブログで新メンバーとして加入することを発表[11]。崎本は加入に合わせそれまでのブログを終了し、アメーバブログに移行した。

2008年
- 3月21日、滝口・加藤・中山の卒業が発表され[12]、同月31日をもって卒業した。
- 4月25日、永岡卓也が新メンバーとして加入[13]。
- 6月25日、2ndシングル「君の手/サイケなハート」発売。
- 8月、表記が『PureBOYS』から『PureBoys』へと変更された。
- 8月6日、武田が卒業を発表[14]。
- 8月20日 - 27日、青山円形劇場にて舞台『7Dummy's Blues.』上演。同公演をもって武田が卒業した[15]。
- 9月12日、絲木建太が新メンバーとして加入[16]。

2009年
- 4月28日、馬場・崎本が卒業を発表[17]。
- 6月10日、3rdシングル「CAUTION」発売。
- 同日 - 14日、サンシャイン劇場にて舞台『7 Color Candles』上演。この公演をもって馬場・崎本が卒業した[18]。
- 7月25日、三浦涼介・安藤龍が新メンバーとして加入[19][20]。
- 10月10日、BSフジで冠番組『PureBoys The Pure』が始まる。
- 11月25日、4thシングル「ゼンカイダンス」発売。
- 11月26日 - 27日、博品館劇場にて初のライブを行う。

2010年
- 4月14日、1stアルバム『Pure Vox』発売。
- 同日 - 18日、シアターサンモールにて舞台『7Guys Gone』上演。

2011年
- 7月10日、写真集『Sunshine』発売、付属CDで新曲「Sunshine/7mens」を発表[21]。
- 7月16日、原宿クエストホールにてライブを行う。翌17日に同会場にて初のファンミーティングを開催[22]。
- 10月25日、三浦が卒業を発表[23]。11月26日のイベントで卒業式が行われ、同月30日をもって正式に卒業した。
- 12月28日 - 30日、恵比寿エコー劇場にて舞台『汚れた靴』上演。初の6人体制による舞台となる[24]。

2012年
- 9月13日、解散を発表[8][25][26]。
- 10月27日、原宿クエストホールでのイベントをもって解散。

## 作品

### シングル
1. 乾杯ジュテーム （2007年9月26日[注 2]、オリコン最高31位）
c/w 前略、道の上より / バンビーナ / LOVE & JOY
  - メンバー：滝口・南・八神・武田・馬場・加藤・中山
2. 君の手/サイケなハート （2008年6月25日、オリコン最高34位）
両A面シングル
「君の手」はフジテレビ系『孝太郎が行く2』エンディングテーマ
  - メンバー：南・八神・武田・馬場・崎本・佐藤・永岡
3. CAUTION （2009年6月10日、オリコン最高86位）
c/w 愛 Got You 
  - メンバー：南・八神・馬場・崎本・佐藤・永岡・絲木
4. ゼンカイダンス （2009年11月25日、オリコン最高187位）
c/w SEASON 〜episodeV〜
BSフジ『PureBoys The Pure』テーマソング
  - メンバー：南・八神・佐藤・永岡・絲木・三浦・安藤

### アルバム
1. Pure Vox （2010年4月14日）
（収録曲：PREGO! / One Kiss 〜明日は今日より君がスキ〜 / ゼンカイダンス / SEASON 〜episodeV〜 / CAUTION / 愛 Got You / 君の手 / サイケなハート / 前略、道の上より / バンビーナ / LOVE & JOY / 乾杯ジュテーム）
  - メンバー[注 3]：南・八神・佐藤・永岡・絲木・三浦・安藤

### 映像作品
- Pure BOYS Back Stage File#1（2007年10月3日）
- Pure BOYS 7Cheers! 〜翔べ!自分という大地から!〜（2007年12月21日）
- Pure BOYS Back Stage File#2（2008年8月20日）
- Pure BOYS act.2『7Dummy's Blues.』（2008年11月5日）
- Pure Boys Back Stage File#3（2009年7月24日）
- Pure Boys act.3『7color candles 〜セブン・カラー・キャンドルズ〜』（2009年9月16日）
- PureBoys Back Stage File#4（2010年7月7日）
- PureBoys act.4『7Guys Gone 〜七つの心の忘れもの〜』（2010年8月4日）
- PureBoys Back Stage File#5（2012年3月21日）

### 写真集
- PureBOYS（ゴマブックス、2007年11月16日） - ISBN 978-4-7771-0799-5。
- Sunshine（アメーバブックス、2011年7月10日） - ISBN 978-4-3449-9178-1。

## 公演

### 舞台
1. 7Cheers! 〜翔べ!自分という大地から!〜
日程・会場：2007年10月3日 - 8日、博品館劇場
作：妹尾匡夫、演出：三宅恵介
出演：滝口・南・八神・武田・馬場・加藤・中山
2. 7Dummy's Blues.
日程・会場：2008年8月20日 - 27日、青山円形劇場
作・演出：坪田塁
出演：南・八神・武田・馬場・崎本・佐藤・永岡
3. 7 Colors Candles
日程・会場：2009年6月10日 - 14日、サンシャイン劇場
作：堤泰之、演出：岡本貴也
出演：南・八神・馬場・崎本・佐藤・永岡・絲木
4. 7Guys Gone 〜七つの心の忘れもの〜
日程・会場：2010年4月14日 - 18日、シアターサンモール
作：本田誠人、演出：堤泰之
出演：南・八神・佐藤・永岡・絲木・三浦・安藤
5. 7PureBoys 〜今年もありがとう公演〜「汚れた靴」
日程・会場：2011年12月28日 - 30日、恵比寿エコー劇場
作・演出：丸山智
出演：南・八神・佐藤・永岡・絲木・安藤

### ライブ
PureBoys Live in 博品館
日程・会場：2009年11月26日・27日、博品館劇場
出演：南・八神・佐藤・永岡・絲木・三浦・安藤
PureBoys Live in ASTRO HALL 〜2days! 年忘れ大忘年会!〜
日程・会場：2009年12月26日・27日、原宿アストロホール
出演：南・八神・佐藤・永岡・絲木・三浦・安藤
PureBoys Live 2011 "Sunshine"
日程・会場：2011年7月16日、原宿クエストホール
出演：南・八神・佐藤・永岡・絲木・三浦・安藤
PureBoys Live 2012 "THE FINAL"
日程・会場：2012年10月27日、原宿クエストホール
出演：南・八神・佐藤・永岡・絲木・安藤

## 出演

### テレビ
- PureBoys The Pure（2009年10月10日 - 12月19日、BSフジ）
- MADE IN BS JAPAN（2011年4月 - 9月、BSジャパン） - 木曜日レギュラー

### ラジオ
- ピュア☆ラジ（2007年8月 - 9月、InterFM『SPACE TRIAL』枠内）
  - ピュア☆ラジ7（2007年10月 - 2008年3月）
- ENERGY PREMIUM 〜Pure☆FACTORY〜（TOKYO FM DIGITAL RADIO ENERGY701、2007年12月 - 2008年3月）

### ネット配信
- 原宿アメスタ☆学園（2007年6月 - 2010年3月、アメーバビジョン）
- ENERGY PREMIUM 〜らぶらぼ〜（2007年12月 - 2008年3月、EZチャンネル）
- PureSnap by PureBoys（2011年1月 - 2012年6月、講談社 web★一週間）
- アメスタ学園（2011年8月 - 2012年10月、アメーバスタジオ）